# Cratere Mahler
Mahler  è un cratere sulla superficie di Mercurio.